# Morito Suzuki
Morito Suzuki (jap. 鈴木　盛人, Suzuki Morito; * 23. September in Shizuoka, Japan) ist ein japanischer Grafikdesigner.

## Kurzbiografie
Morito Suzuki schuf viele Grafiken in Form von Filmplakaten oder Plattencover. Für die Gruppe „Earth, Wind & Fire“ gestaltete er für deren Album The Promise (2003) das vielbeachtete Cover. Suzuki versuchte dabei, die Musik zu visualisieren. Nach eigenen Angaben benötigte er zwei Jahre, um das Cover des Albums „Caravan Of Dreams“ von Michael Sembello zu kreieren.

## Werk
| Künstler             | Albentitel                       | Verlagswesen | Werk                        |
| -------------------- | -------------------------------- | ------------ | --------------------------- |
| Janey Clewer         | Love                             | 2012年       | Cover Design, Art Direction |
| The Bossa Nova Hotel | Moon Island                      | 2010年       | Cover Design, Art Direction |
| Mo Pleasure          | Mo'Elements Of Pleasure          | 2009年       | Cover Design                |
| Shelby Brown         | The Meaning of Life              | 2009年       | Cover Design                |
| Adrienne Townes      | So Natural                       | 2008年       | Cover Design, Art Direction |
| Audio Caviar         | Transoceanic (2004)              | 2004年       | Cover Design, Art Direction |
| Michael Sembello     | The Lost Years (Japan)           | 2003年       | Cover Design, Art Direction |
| Michael Sembello     | The Lost Years (Italy)           | 2003年       | Cover Design, Art Direction |
| Earth, Wind & Fire   | The Promise                      | 2003年       | Cover Design                |
| Earth, Wind & Fire   | The Promise (Japan Bonus Tracks) | 2003年       | Cover Design                |
| Dance☆Man            | Greatest Hits                    | 2002年       | Cover Design                |
| Audio Caviar         | Transoceanic                     | 2002年       | Cover Design, Art Direction |
| Sunnie Paxson        | Do It (Vynil)                    | 2002年       | Design                      |
| Voices of One        | Stand up America                 | 2002年       | Cover Design                |
| The Bridge           | The Bridge (US)                  | 1997年       | Cover Design                |
| The Bridge           | The Bridge (Japan)               | 1997年       | Cover Design                |
| Michael Sembello     | Backwards In Time                | 1997年       | Cover Design                |